# Fernando Ochoa
Fernando Ochoa (La Plata, provincia de Buenos Aires, 29 de noviembre de 1905 - Buenos Aires, 23 de marzo de 1974), cuyo nombre completo era Fernando César  Ochoa, fue un recitador, folclorista y actor de radio, cine y teatro argentino.

## Carrera
Hijo de María Luisa Escandón y Ernesto Gerónimo Ochoa, fue un improvisado actor que brilló tanto en el escenario y radio como en la pantalla grande y chica argentina.
En la época de oro del Teatro El Nacional fue partiquino, integrando el elenco de Blanca Podestá, y luego actor del circo criollo. Se destacó también en importantes compañías como la de la primera actriz Eva Franco y en la "Compañía de Teatro Breve de López Figueroa".
Ferviente peronista, participó en festivales que se solían hacer todos los 17 de octubre, día en que se conmemora la Lealtad Peronista, junto con la Asociación Eva Duarte de Perón, el barítono Carlos Tajes y el "pianista gaucho" Alberto Rodríguez.
Su talento se vio expresado en las letras gauchas y populares, quedando su nombre escondido tras el seudónimo de “Goyo Godoy”, incursionando en la poesía con temas como Volvamos a ser novios, La Gran Aldea y Te vas milonga (este con música de A. Fleury); y en teatro, para el que escribió obras como Cuatro rumbos, que interpretó Atahualpa Yupanqui. Además, presentó su disco Una noche en el rancho argentino.

## Fallecimiento
Fernando Ochoa falleció el sábado 23 de marzo de 1974, a los 68 años, en un accidente automovilístico, mientras viajaba por la ruta 8 hacia San Luis para cumplir con un compromiso artístico. Sus restos descansan en el panteón de la Asociación Argentina de Actores en el cementerio de la Chacarita.

## Filmografía
- El diablo de vacaciones   (1957)
- Juan Moreira   (1948)
- Don Bildigerno en Pago Milagro   (1948)
- Cruza   (1942)
- Huella   (1940)
- Así es el tango   (1937).... Julián
- Santos Vega   (1936)
- Noches de Buenos Aires   (1935)

## Radio
En 1925 trabajó como monologuista en LOY Radio Nacional.
Apuntaló su popularidad, sobre todo en el recitado y la interpretación de un personaje popular, “Don Bildigerno”, originado en 1935.

## Televisión
- 1951: El show de Fernando Ochoa.[4]
- 1952: El show de Fernando Ochoa y Maruja Montes.
- 1960: El Cura Gaucho, versión original de Hugo Mac Dougall, por Canal 7.
- 1969: Domingos 69
- 1970: Domingo de fiesta[5]

## Teatro
- Joven, viuda y estanciera
- Cruza
- Allá va el resero Luna
- Lo que le pasó a Reynoso